# Serpenti (album)
Serpenti è il secondo album discografico del gruppo musicale dei Serpenti, pubblicato nel 2012.

## Il disco
Il disco è stato prodotto da Luca Serpenti presso il Godz Recording Studio di Milano, mentre il missaggio è stato effettuato sempre a Milano da Pino "Pinaxa" Pischetola.
Per quanto riguarda lo stile, l'album si caratterizza di un mix di sonorità elettroniche che vanno dalla disco music italiana anni '80 alla nuova scena punk-elettro (Crystal Castles) passando per le influenze ricevute dalla poesia erotica di Anaïs Nin.
Il brano Tenax, scritto da Enrico Ruggeri e portato al successo da Diana Est, è presente anche nell'album collaborativo di Ruggeri Le canzoni ai testimoni.
Oltre a quello di Tenax, sono stati realizzati i videoclip dei brani Io non sono normale, Uomo Donna, Senza dubbio e Io tu e noi.

## Tracce
1. Tenax
2. Io non sono normale
3. Senza dubbio
4. Tocca la mia bocca
5. Uomo Donna
6. Io tu e noi
7. Come il tempo
8. Scendo piano
9. Se come sei (bonus track)

## Gruppo
- Luca Serpenti - basso, programmazioni, produzione
- Gianclaudia Franchini - voce